# Mario Tičinović
Mario Tičinović (født 20. august 1991) er en kroatisk fodboldspiller, der spiller i den danske superligaklub FC Nordsjælland.

## Karriere

### FC Nordsjælland
Den 1. februar 2012 offentliggjorde Superligaklubben FC Nordsjælland at man havde lejet Ticinovic i den kroatiske klub Hajduk Split for forårsæsonen 2012. Da lejekontrakten udløb i sommeren 2012 købte FC Nordsjælland Ticinovic fri af kontrakten med Hajduk Split og indgik en tre-årig kontrakt med kroaten.